# Ханс Ајзенк
Ханс Ајзенк (енгл. Hans Eysenck; Берлин, 4. март 1916 − Лондон, 4. септембар 1997) је био британски психолог немачког порекла који је своју професионалну каријеру провео у Великој Британији. Највише га памте по свом раду на интелигенцији и личности, иако је радио на другим питањима психологије. У време своје смрти, Ајзенк је био највише цитирани живи психолог у рецензираној литератури научних часописа.
Ајзенково истраживање је наводно показало да одређени типови личности имају повећан ризик од рака и срчаних обољења. Научници су идентификовали грешке и сумње на манипулацију подацима у Ајзенковом раду, а велике репликационе студије нису успеле да потврде везе које је он наводно пронашао. Истрага у име Краљевског колеџа у Лондону показала је да су Ајзенкови радови „некомпатибилни са модерном клиничком науком“.
У 2019, 26 његових радова (сви у коауторству са Роналдом Гросарт-Матичеком) је сматрано „небезбедним“ у истрази обављеној од стране Краљевског колеџа у Лондону. Четрнаест његових радова је повучено 2020. године, а часописи су издали 64 изјаве забринутости због његових публикација. Дејвид Маркс и Род Бјукенен, Ајзенков биограф, тврдили су да 87 Ајзенкових публикација треба повући.
Током његовог живота, Ајзенкове тврдње о интелигенцији и раси, први пут објављене 1971. године, биле су значајан део његове репутације. Ајзенк је веровао да су резултати на тестовима интелигенције наследни и под генетским утицајем биолошке расе. Он је цитирао студије које су тврдиле да је просечни IQ код црне деце за 12 поена нижи од беле деце. Ајзенково писање о том веровању коришћено је као оправдање за дискриминаторно школовање у Британији 1970-их. Његова веровања о раси су оспорена каснијим истраживањима и више нису прихваћена као део главне психологије.

## Живот
Рођен је у Берлину, Немачка. Његова мајка је била филмска звезда рођена у Шлеској, Хелга Моландер, а његов отац, Едуард Антон Ајзенк, био је забављач у ноћном клубу који је некада гласио за „најчуднијег човека на балтичкој обали". (стр. 8–11). Његова мајка је лутеран и отац католик. Ајзенка је одгајала бака по мајци (његова бака је била ватрени лутеран, али након што је умрла у концентрационом логору, Ајзенк је установио да је из јеврејске породице). (стр. 80). Привремени прелазак у Енглеску 1930-их постао је стални због његовог противљења нацистичкој странци. „Моја мржња према Хитлеру и нацистима, и све за шта су се залагали, била је толико запрепашћујућа да се ниједан аргумент не може супротставити томе." Због његовог немачког држављанства, он у почетку није могао да се запосли и био је готово интерниран током рата. Докторирао је 1940. на Лондонском универзитетском колеџ (УЦЛ) који је радио на Одељењу за психологију под надзором професора Бурт-а, са којим је имао буран професионални однос током целог радног века.
Ајзенк је био професор психологије на Институту за психијатрију, Кингс колеџ (Лондон), од 1955. до 1983. године. Био је и главни сарадник модерне научне теорије личности и брилијантан учитељ који је помогао да се пронађе лечење за менталне болести. Такође, створио је и развио карактеристичан димензионални модел структуре личности заснован на емпиријском факторско-аналитичком истраживању, покушавајући да усвоји те факторе у биогенетске варијације. 1981. године постао је оснивач Светског културног већа. Био је и оснивачки уредник међународног часописа, написао је око 80 књига и више од 1600 чланака. Његов син Михаел Ајзенк је такође истакнути професор психологије. Ханс Ајзенк је умро од тумора на мозгу у лондонском дому за немоћне 1997. Био је атеиста.

## Његова гледишта
Примери издања у којима су Ајзенкови ставови изазвали дискусију, неслагања (хронолошки):
- Један рад из 1950-тих[20] закључује да доступни подаци „не подржавају хипотезу да психотерапија олакшава опоравак од неуротичног поремећаја".
- Поглавље о употреби и злоупотреби психологије (1953) под насловом „Шта није у реду са психоанализом?".
- Психологија политике (1954)
- Раса, интелигенција и образовање (1971) (у САД: аргумент интелигенције).
- Секс, насиље и медији (1978).
- Астрологија - Наука или Сујеверје? (1982).
- Нападати и мењати Фројдово царство (1985).
- Пушење, личност и стрес (1991).

Ајзенков став је сажето приказан у његовој аутобиографији Побуњеник с разлогом: „Увек сам осећао да научник дугује свету само једну ствар, и то је истина онако како он то види. Такт и дипломатија су у реду у међународним односима, у политици, можда чак и у бизнису, у науци је важно само једно, а то су чињенице." Он је био један од потписника Хуманистичког манифеста.

### Психологија политике
У овој књизи, Ајзенк предлаже да се политичко понашање може анализирати у смислу две независне димензије: традиционалне разлике између леве и десне стране. Наводи да је ово последица интроверзије или екстраверзије особе.
Колеге критикују истраживање које је чинило основу ове књиге, на више основа, укључујући следеће:
- Ајзенк тврди да се његови налази могу применити на британску средњу класу у целини, али људи у његовом узорку били су много млађи и боље образовани од британске средње класе у целини.
- Присталице различитих странака регрутовани су на различите начине: комунисти су регрутовани кроз партијске огранке, фашисти на неодређен начин и присталице других странака, дајући својим студентима копије упитника и говорећи им да га примене на пријатеље и познанике.
- Резултати су добијени применом исте тежине на групе различитих величина. На пример, одговори 250 присталица Либералне странке средње класе добили су исту тежину као они од 27 либерала радничке класе.
- Резултати су заокружени без објашњења, у смеровима који су подржавали Ајзенкове теорије.[22]

### Генетика и интелигенција
Ајзенк се залагао за снажан утицај генетике и расу на интелигенционе разлике. Подупирао се испитивању Артура Јенсена о томе да ли је варијација у интелигенцији између расних група у потпуности еколошка (види расу и интелигенцију). У супротности са овим ставом, Ајзенк је ударен у лице од стране демонстранта током протеста, примио је претње бомбама и претње да ће му убити мало дете.

Ајзенк је тврдио да су медији дали погрешан утисак да су његови ставови изван главног научног консензуса. Навео је неслагање интелигенције медија и јавну политику као показатељ да је већина подржавала све главне тврдње које је изнео, и даље је навео да није било стварне дебате о том питању међу релевантним научницима.У вези са овом дискусијом, 1988. Барнет је приказао Ајзенкове радове на ову тему са два одломка из његових књига из раних седамдесетих:

Сви досадашњи докази сугеришу огромну важност генетских фактора у стварању велике разноврсности интелектуалних разлика које посматрамо у нашој култури, и многе разлике су уочене између одређених расних група.
— Ајзенк 1971, Лондон
Цео ток развоја интелектуалних способности детета је у великој мери утврђен генетски, а чак и екстремне промене у околини имају мало моћи да промене овај развој.

— Ајзенк 1973, Лондон
Барнет цитира додатне критике о раси, интелигенцији и образовању од Сандре Салапатек, која је 1976. године написала да је Ајзенкова књига „генерално запаљива" и да постоји „нешто што у овој књизи вређа скоро све осим ВАСП и Јевреје.” Једнако је била критична према Ајзенковим претпоставкама, од којих је једна била да је ропство на плантажама одабрало Афроамериканце као мање интелигентни под-узорак Африканаца. Такође, критиковала је још једну Ајзенкову изјаву о наводној знатно нижој интелигенцији италијанских, шпанских, португалских и грчких имиграната у САД у односу на популацију у њиховој земљи порекла. „Иако Ајзенк пажљиво каже да то нису утврђене чињенице зато што тестови интелигенције нису дати имигрантима или неимигрантима" Салапатек пише да би пажљиви читалац закључио да „Ајзенк признаје да научни докази до сада не дозвољава јасан избор интерпретације генетских разлика црне инфериорности на тестовима интелигенције", с обзиром да „Брзо читање књиге, међутим, свакако ће оставити читаоцу да верује да научни докази данас чврсто подржавају закључак да су амерички црнци генетски инфериорни у односу на белце у интелигенцији". Неки од Ајзенкових каснијих радова финансирани су из Пионер фонда, организације која је промовисала научни расизам. Ајзенк се супротставља идеологији нацизма, говорећи: „Моја мржња према Хитлеру и нацистима, и све за шта су се залагали, била је толико запрепашћујућа да се ниједан аргумент не може супротставити томе."‍:40

### Ефекти пушења
Добио је финансијска средства за истраживање саветовања преко адвокатске фирме из Њујорка, која је деловала у име дуванске индустрије. Питали су га шта он мисли о адвокатима дуванске индустрије који су укључени у одабир научника за истраживачке пројекте, Ајзенк је рекао да се истраживање мора оцењивати по квалитету, а не о томе ко је платио, додајући да он није лично профитирао од средстава. Према британским новинама, на овај начин добио је више од £800к. Ајзенк је спровео многа емпиријска истраживања која објашњавају улогу личности у пушењу цигарета и болестима.

### Генетика личности
Године 1951. објављена је прва емпиријска студија Ајзенка о генетици личности. То је истраживање провео са својим учеником и сарадником Доналд Прелом, од 1948. до 1951. године, у којем су једнојајни (монозиготни) и двојајни (дизиготски) близанци, у узрасту од 11 и 12 година, тестирани на неуротицизам. Ајзенк и Прел су закључили: „Фактор неуротицизма није статистички предмет за употребу, већ представља биолошку јединицу која се насљеђује у целини, генетска предиспозиција је у великој мери наследно одређена."

### Модел личности
Екстраверзија и неуротицизам су две димензије личности описане су у његовој књизи Димензије личности из 1967. године. Уобичајена пракса у психологији личности је да се односи на димензије по првим словима, Е и Н.
Е и Н су дали дводимензионални простор за описивање индивидуалних разлика у понашању. Може се направити аналогија како географска ширина и дужина описују тачку на лицу земље. Такође, Ајзенк је приметио како су ове две димензије биле сличне типовима личности које је први предложио грчки лекар Гален.
- Висок Н и висок Е = Колерички тип
- Висок Н и низак Е = Меланхолични тип
- Низак Н и висок Е = Сангвинични тип

- Низак Н и низак Е = Флегматични тип

Трећа димензија, психотицизам, додата је моделу крајем седамдесетих година, на основу сарадње између Ајзенка и његове супруге, Сибил Ајзенк (нпр. Ајзенк и Ајзенк, 1976).
Главна снага Ајзенковог модела била је да пружи детаљну теорију о узроцима личности. На пример, Ајзенк је предложио да је екстраверзија узрокована варијабилношћу у кортикалном узбуђењу: „интровертни су карактерисани вишим нивоима активности него екстравертни и тако су хронично више кортикално узбуђени него екстраверти". Слично томе, Ајзенк је предложио да је локација унутар димензије неуротицизма одређена индивидуалним разликама у лимбичком систему. Иако се чини не очекиваним претпоставити да су интроверти више узбуђени него екстраверти, претпостављени ефекат који ово има на понашање је такав да интроверт тражи ниже нивое стимулације. Супротно томе, екстраверт настоји да повећа своје узбуђење на повољнији ниво повећаном активношћу, друштвеним ангажманом и другим понашањем које тражи стимулацију.

### Поређење са другим теоријама
Алан Граи, бивши Ајзенков студент, развио је свеобухватну алтернативну теорију тумачења (која се зове Граиова биопсихолошка теорија личности) биолошких и психолошких података које је истраживао Ајзенк - више се ослањајући на животињске моделе и моделе учења. Тренутно је најшире кориштени модел личности - модел Великих Пет. Описане особине у моделу Big Five су:
1. Екстраверзија
2. Сарадљивост (пријатељска настројеност)
3. Савесност
4. Неуротицизам
5. Отвореност за искуство

Екстраверзија и неуротицизам у Великом Пет веома су слични именима код Ајзенка. Међутим, оно што он назива особином психотицизма одговара двема особинама у моделу Big Five: Савесност и отвореност за искуство (Голдберг и Росалак 1994). Ајзенков систем личности није се осврнуо на отвореност према искуству. Он је тврдио да је његов приступ бољи опис личности.

### Психометријска скала
Ајзенкова теорија личности је уско повезана са психометријским скалама које су он и његови сарадници конструисали. Међу њима је Маудслеј инвентар личности (МПИ), Ајзенков инвентар личности (ЕПИ), Ајзенков упитник личности (ЕПК), као и ревидирана верзија (ЕПК-Р) и одговарајући кратки облик (ЕПК-РС) ). Ајзенк-ов профил личности (ЕПП) разлаже различите аспекте сваке особине која се разматра у моделу. Било је неких расправа о томе да ли ове аспекте треба укључити импулзивност као аспект екстраверзије као што је Ајзенк изјавио у свом раду, или психотицизму, како је изјавио у свом каснијем раду.

### Каснији рад
Године 1994. био је један од 52 потписника „Главне науке о интелигенцији", уводник који је написала Линда Готфредсон објављен је у The Wall Street Journal, који је објавио консензус научника о потписивању питања везаних за обавештајно истраживање након издавање књиге The Bell Curve. Готфредсон је описао израду изјава о обавештајним подацима и процесу прикупљања потписа на том документу у уводнику у часопису Интелигенција из 1997. године. Ајзенк укључује читав текст уводника из 1994. (укључујући главне параграфе који се помињу у The Bell Curve и двадесет пет пропозиција о људској интелигенцији) у својој књизи из 1998. године Интелигенција: A New Look, говори: „Нисам пронашао никакве посебне разлике између мог рачуна и изјаве у том уводнику."
Ајзенк је рано допринео областима као што је личност изражавања и експлицитна посвећеност веома ригорозном придржавању научне методологије, као што је Ајзенк веровао да је научна метода потребна за напредак у психологији личности. Он је, на пример, користио факторску анализу, статистичку методу, да би подржао свој модел личности. Пример је Наслеђивање неуротицизма: експериментална студија, цитирана горе. Његови рани радови показали су да је Ајзенк био посебно јак критичар психоанализе као облик терапије, залагајући се за бихевиоралну терапију. Он је посебно критиковао Фројда и његове методе. Написао је књигу која их је критиковала под насловом Пад Фројдовског царства.
Ајзенк у каснијем раду обраћа пажњу на парапсихологију и астрологију. Заиста, он је веровао да емпиријски докази подржавају постојање паранормалних способности. Он је изазвао критике скептика због одобравања паранормалног. На пример, Хенри Гордон је изјавио да је Ајзенково гледиште било „невероватно наивно" јер су многи од парапсихолошких експеримената које је навео као доказ садржали озбиљне проблеме и никада се нису поновили. Мађионичар и скептик Џејмс Ранди приметио је да је Ајзенк подржао преварантске видовњаке као истините и да није споменуо њихову лукавост. Према Рендију, он је дао „потпуно-једнострани поглед на тему."

## Портрети
Постоји пет портрета Ајзенка у сталној колекцији Британске националне портретне галерије.

## Биографије
- Х. Б. Гибсон (Тони Гибсон), који је радио са Ајзенком у Институту за психијатрију, објавио је његову биографију.[58]
- Ајзенкова аутобиографија објављена је 1990. и прерађена 1997. године.[59]
- Биографију Ајзенка коју је написао Родерик Буханан објавио је Оксфорд Универзитет 2010. године. Играње са ватром: Спорна каријера Ханса Ајзенка.
- Најновија биографија: Кор, П. Ј. Ханс Ајзенк: Противречна психологија. 2016.. Лондон

## Даље читање
- Goldberg, L. R. & Rosalack, T. K. (1994), "The big-five factor structure as an integrative framework: An empirical comparison with Eysenck’s P-E-N model". In: C. F. Halverson, G. A. Kohnstamm & R. P. Martin (eds). The developing structure of temperament and personality from infancy to adulthood (pp. 7–35), Hilldale, NJ: Erlbaum